# Ципнаволок
Ципнаволок (рус. Цыпнаволок; норв. Tsypnavolok) насељено је место на крајњем северозападу европског дела Руске Федерације. Налази се на северу Мурманске области и административно припада Печеншком рејону.
Према подацима са пописа становништва 2010. у насељу је живело свега 35 становника.

## Географија
Насеље Ципнаволок се налази у северозападном делу Мурманске области, у североисточном делу Рибарског полуострва, недалеко од истоименог рта на обали Баренцовог мора.
Насеље се налази на надморској висини од 1 метара.

## Историја
Насеље су 1867. основали норвешки рибари. Према статистичким подацима из 1929. у селу је живело 114 етничких Норвежана и годину дана касније основано је и норвешко национално веће. Након Другог светског рата већина норвешке популације је присилно расељена у унутрашњост земље.
У селу се данас налази мања касарна, метеоролошка станица и светионик.

## Демографија
Према подацима са пописа становништва 2010. у селу је живело свега 35 становника.
| 1929. | 1939. | 1959. | 1970. | 1979. | 1989. | 2002. | 2010. |
| ----- | ----- | ----- | ----- | ----- | ----- | ----- | ----- |
| 114   | ---   | ---   | ---   | ---   | ---   | 43    | 35    |